# Caltagironea vera
Caltagironea vera là một loài ruồi trong họ Tachinidae.